# Daniela Jaworska
Daniela Jaworska (née le 4 janvier 1946 à Wyborów) est une athlète polonaise spécialiste du lancer du javelot. 

## Biographie
En 1971, Daniela Jaworska devient championne d'Europe du lancer du javelot avec un jet à 61,00 m, devant l'Ouest-allemande Ameli Koloska et l'Est-allemande Ruth Fuchs.

### Palmarès
| Date | Compétition           | Lieu     | Résultat | Performance |
| ---- | --------------------- | -------- | -------- | ----------- |
| 1968 | Jeux olympiques       | Mexico   | 5e       | 56,06 m     |
| 1970 | Universiade           | Turin    | 1re      | 56,16 m     |
| 1971 | Championnats d'Europe | Helsinki | 1re      | 61,00 m     |

### Records
| Épreuve           | Performance | Lieu | Date |
| ----------------- | ----------- | ---- | ---- |
| Lancer du javelot | 62,30 m     | —    | 1973 |